# Smoothie

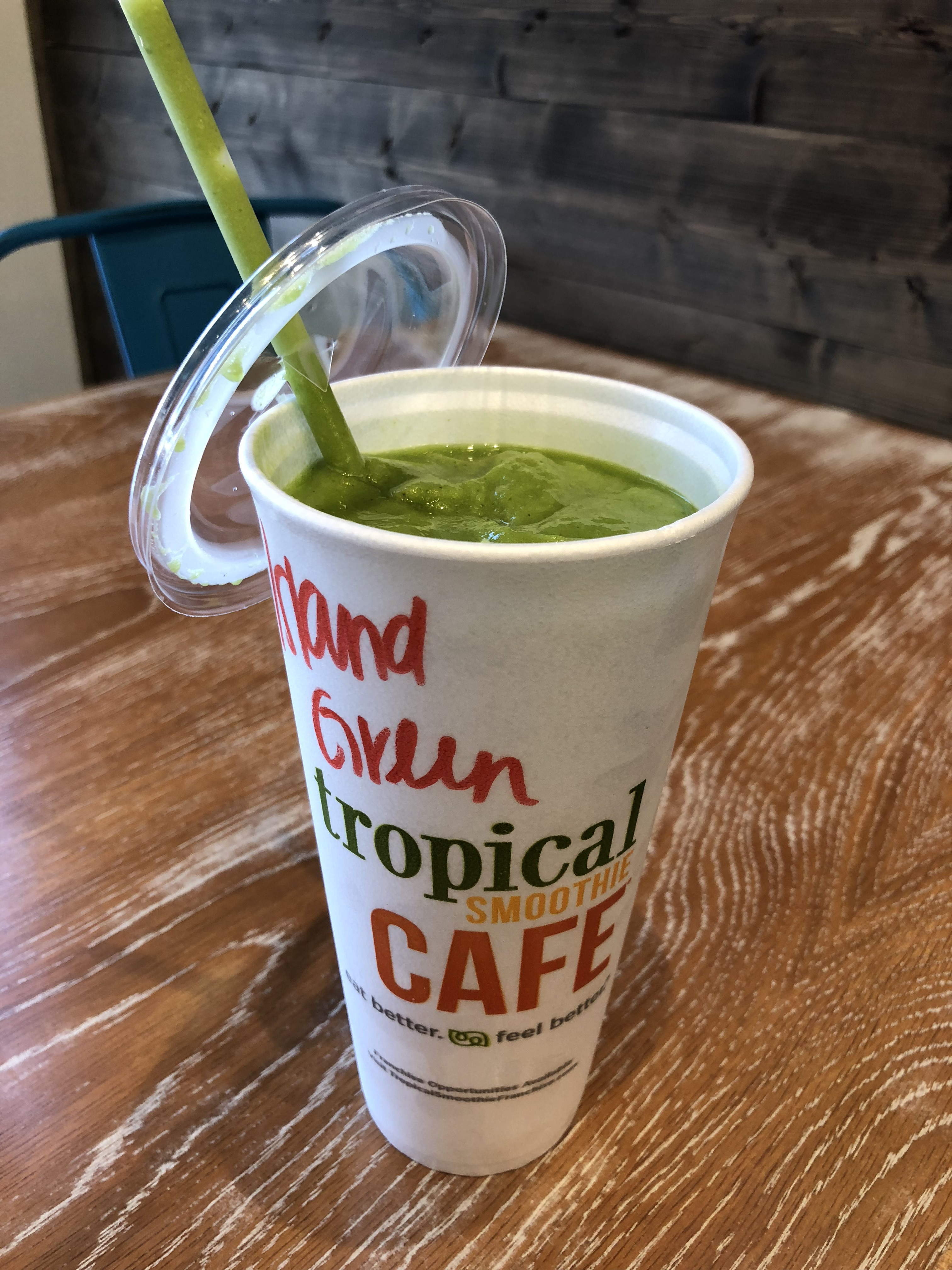
Smoothie

Smoothie (wym. /ˈsmuːði/) – zmiksowany i schłodzony napój na bazie owoców i warzyw, o gęstej i kremowej konsystencji.
Najczęściej przygotowuje się je, miksując świeże owoce i warzywa z lodem, wodą lub sokiem owocowym lub warzywnym, aż do uzyskania gładkości. Dopuszcza się także dodawanie innych składników: miodu, przypraw, orzechów, soku z cytryny, nasion chia, siemienia lnianego, oleju kokosowego, oleju lnianego czy też spiruliny.
Jest bezmleczną wersją shake’ów.